# Bălcăuți
Bălcăuți is een Roemeense gemeente in het district Suceava.
Bălcăuți telt 3308 inwoners. In de volkstelling van 2011 wonen er 3070 mensen: de grootste bevolkingsgroep vormen de Oekraïners, met een populatie van 2139 (70%). De Roemenen vormen met 885 mensen de grootste minderheid, namelijk zo'n 29% van de totale bevolking. 